# Lukas Kelly-Heald
Lukas Eric Kelly-Heald (* 18. März 2005 in Wellington) ist ein neuseeländischer Fußballspieler.

## Karriere

### Verein
Vom Island Bay United AFC kommend, schloss er sich im März 2020 dem North Wellington AFC an und wechselte zur Saison 2021 zu Lower Hutt City, für die er in der Central League jedoch nur ein einziges Mal zum Einsatz kam. Nach dem Ende des Status als Farmteam ging er in Reserve von Wellington Phoenix über, wo er nun zum Stammspieler in der Central League als auch der abschließenden Championship der National League wurde. Im Sommer 2023 machte er den Sprung in den Kader der A-League Mannschaft, für die er am 1. Spieltag der Saison 2023/24 auch gleich debütierte.

### Nationalmannschaft
Mit der neuseeländischen U19/U20 nahm er an der Ozeanienmeisterschaft 2022 und der Weltmeisterschaft 2023 teil. Nach einem Freundschaftsspiel im März 2023 nahm er im Spätsommer des Jahres mit der U23-Mannschaft an der ozeanischen Olympiaqualifikation teil, wo er in den beiden letzten Spielen zum Einsatz kam.
Sein Debüt für die A-Nationalmannschaft gab er bei der Ozeanienmeisterschaft 2024, wo er im ersten Gruppenspiel, einem 3:0-Sieg über die Salomonen, zur 76. Minute für Tim Payne eingewechselt wurde. Auch beim zweiten Gruppenspiel sowie beim 3:0-Finalsieg über Vanuatu kam er zu Kurzeinsätzen.
Er wurde für den Olympiakader zu den Spielen 2024 in Paris nominiert, bei welchem er für sein Team beim 2:1-Auftaktsieg über Guinea in der 84. Minute für Matthew Garbett eingewechselt wurde. Auch bei den beiden weiteren Gruppenspielen seiner Mannschaft kam er zum Einsatz, bei der letzten Partie stand er in der Startelf.